# Монфорте Марина (Месина)
Монфорте Марина је насеље у Италији у округу Месина, региону Сицилија.
Према процени из 2011. у насељу је живело 882 становника. Насеље се налази на надморској висини од 19 м.